# Ольдендорф (Луэ)
Ольдендорф (нем. Oldendorf) — община в Германии, в земле Нижняя Саксония.
Входит в состав района Люнебург. Подчиняется управлению Амелингхаузен. Население составляет 1001 человек (на 31 декабря 2010 года). Занимает площадь 32,69 км².
Коммуна подразделяется на 4 сельских округа.